# Charlottenlund Fort

Charlottenlund Fort, norr om Köpenhamn i Charlottenlund, Gentofte kommun, är en tidigare dansk befästning uppförd 1883–1886. Fortet var en del av Köpenhamns befästning. 1910–1912 byggdes fortet om och ombeväpnades bland annat med tolv stycken 29 centimeters haubitsar, som fortfarande finns bevarade.
Fortet togs ur drift 1932 och är numera sommartid en populär campingplats.

## Bilder

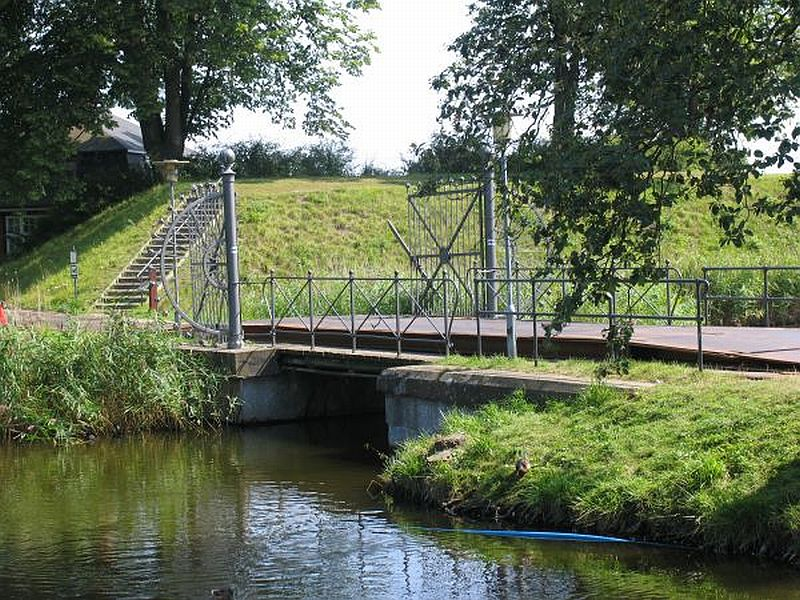
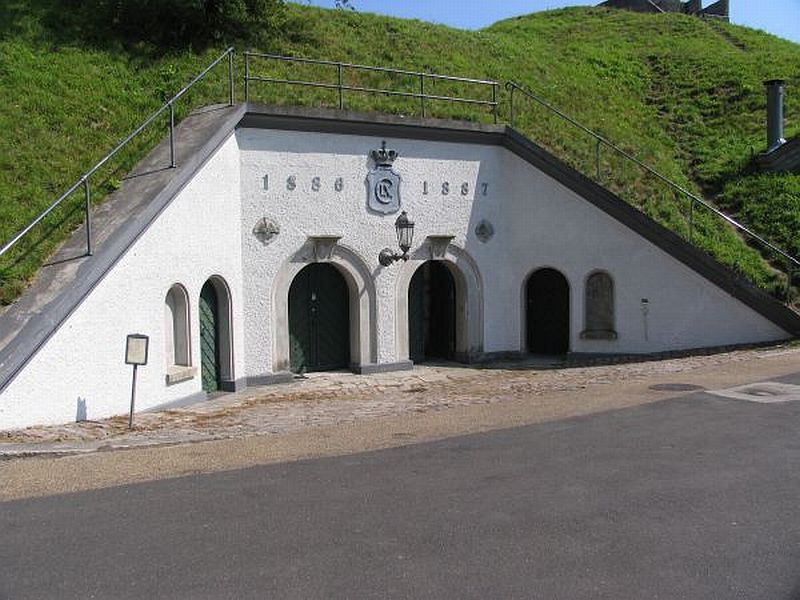
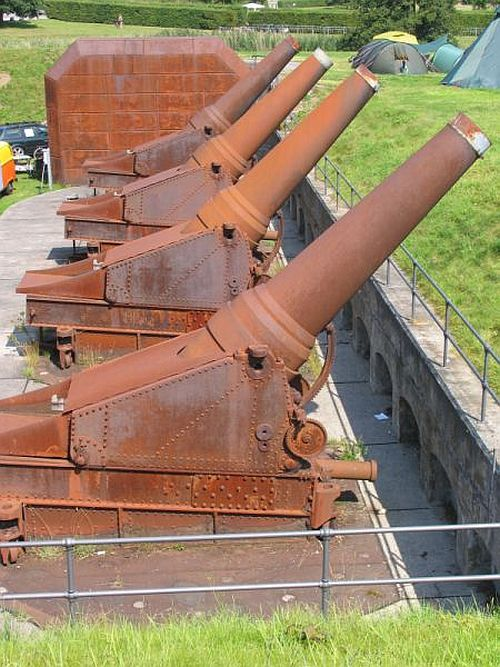
29 cm Haubits-batteri M/1910
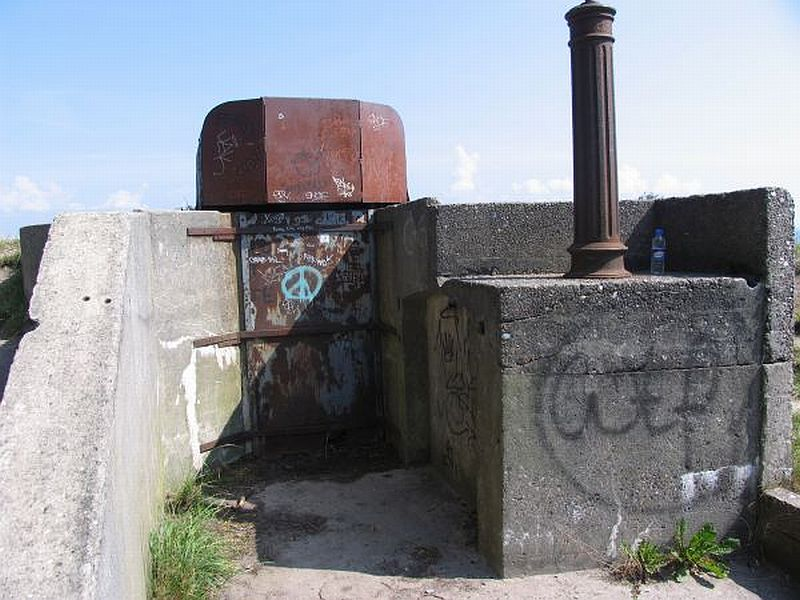
Ingång till avståndsmätare M/1910.